# روسلان باسیف
روسلان باسیف (ارمنی: Ռուսլան Բասիև؛ روسی: Баситы Руслан زادهٔ ۲۰ ژوئن ۱۹۷۹) یک کشتی‌گیر رشته کشتی آزاد داغستانی‌الاصل اهل ارمنستان است که در مسابقات قهرمانی کشتی جهان و مسابقات قهرمانی کشتی اروپا در مجموع برندهٔ ۱ مدال نقره، ۱ مدال برنز شده‌است.